# Середній Бурлук
Середній Бурлук — село в Україні, у Великобурлуцькій селищній громаді Куп'янського району Харківської області. Населення становить 251 осіб. До 2020 орган місцевого самоврядування— Шипуватська сільська рада.

## Географія
Село Середній Бурлук знаходиться на правому березі річки Великий Бурлук, є міст, вище за течією примикає село Нестерівка, нижче за течією на відстані 1 км село Шишківка, на протилежному березі село Тихий Берег (нежиле).

## Історія
1727 — дата заснування.
12 червня 2020 року, відповідно до розпорядження Кабінету Міністрів України № 725-р «Про визначення адміністративних центрів та затвердження територій територіальних громад Харківської області», увійшло до складу Великобурлуцької селищної громади.
19 липня 2020 року, в результаті адміністративно-територіальної реформи та ліквідації Великобурлуцького району, село увійшло до складу Куп'янського району Харківської області.
24 лютого 2022 року почалася російська окупація села.
11 вересня 2022 року під час слобожанського контрнаступу Збройних сил України від російських окупантів звільнено населені пункти Великобурлуцької селищної територіальної громади.

## Економіка
- В селі є птахо-товарна ферма.

## Об'єкти соціальної сфери
- Школа I ст.

## Відомі уродженці
- Антонов Олександр Антонович (1914—1997) — Герой Радянського Союзу.
- Олійник Пелагія Гаврилівна (1910—1988) — Герой Соціалістичної Праці.